# Aeroportul Richard Pearse
Aeroportul Richard Pearse (IATA: TIU, ICAO: NZTU) este un aeroport din Timaru⁠(d), Timaru District⁠(d), Canterbury Region⁠(d), Noua Zeelandă ce deservește zona Timaru⁠(d). A fost numit după Richard Pearse⁠(d).
Situat la o altitudine de 27 m, aeroportul dispune de o singură pistă.